# Lacul Sevan
Lacul Sevan este cea mai mare întindere de apă din Armenia și regiunea Caucazului, și unul dintre cele mai mari lacuri de apă dulce de mare altitudine din Eurasia. Lacul este situat în provincia Gegharkunik la o altitudine de 1.900 m deasupra nivelului mării. Suprafața totală a bazinului constituie 5.000 km², sau 1/6 din teritoriul Armeniei. Lacul propriu-zis are 1.242 km² și un volum de 32,8 km³. El este alimentat de 28 de râuri și pâraie. Numai 10% din afluxul de apă se scurge în râul Hrazdan, restul de 90% se evaporează.
Sevan furnizează 90% din captura de pește și 80% din cea de raci a Armeniei și are o importanță economică, culturală și recreațională deosebită. Pe unica insulă a lacului (în prezent peninsulă) se află o mănăstire medievală.
Lacul a fost folosit masiv pentru irigarea câmpiei Ararat și producerea energiei hidroelectrice pe timpurile sovietice. Prin urmare nivelul apei a scăzut cu aproximativ 20 m, iar volumul său s-a redus cu 40%. Mai târziu s-au construit două tuneluri subterane pentru a devia apa râurilor de munte spre lac, ceea ce a oprit declinul său, nivelul apei începând să crească din nou. Înainte ca intervenția umană să schimbe ecosistemul lacului acesta avea o adâncime de 95 m, un volum de 58,5 km³ și acoperea o suprafață de 1.416 km² (5% din tot teritoriul Armeniei istorice). Oglinda apei se afla la 1.916 m deasupra nivelului mării.

## Etimologie
Potrivit majorității lingviștilor numele ”Sevan” provine de la cuvântul urartic su(i)n(i)a, ceea ce înseamnă ”lac”. Termenul a fost descoperit pe o inscripție cuneiformă a regelui Urartului Rusa I datată din sec. VIII a. Chr. Aceasta a fost găsită la Odzaberd, pe malul sudic al lacului. Conform etimologiei populare Sevan este fie o combinație dintre sev (”negru”) și Van (adică lacul Van) sau sev (”negru”) și vank (”mănăstire”). Sursele europene și ruse din sec. XIX și începutul sec. XX numesc uneori lacul Sevanga sau Sevang. Probabil este versiunea rusificată a expresiei armene sev vank’ (trad: mănăstire neagră). Etnograful rus A. A. Ivanovski a scris la începutul sec. XX că potrivit unei alte teorii cuvântul Sevang provine de la expresia armeană է վանքը (trad: aceasta este mănăstirea).
Sevan era considerată o mare din antichitate până în evul mediu și în armeană avea numele de Marea Gegham (armeana clasică: ծով Գեղամայ, tsov Geghamay). În latină era cunoscut drept Lychnitis, iar în greaca veche Λυχνῖτις. Denumirea istorică georgiană a acestuia era გელაქუნი, Gelakuni. Uneori mai era numită Gokcea (din turcă Gökçe și azeră Göyçə, ceea ce se traduce ca ”apă albastră”) în unele surse ruse și europene din sec. XIX.

## Importanță

### Culturală
Sevan este una dintre cele trei mări ale Armeniei istorice împreună cu Lacul Van și Lacul Urmia și este unica situată pe teritoriul actual al Armeniei, celelalte două fiind în Turcia și Iran. El este de asemenea considerat ”bijuteria” Armeniei și ”comoara națională” a țării. Legea din 2001 cu privire la lacul Sevan definește lacul drept ”un ecosistem strategic important datorită valorii sale ecologice, economice, științifice, sociale, culturale, estetice, medicale, climaterice, recreaționale și spirituale”. Naturalistul și călătorul german Friedrich Parrot, care împreună cu renumitul scriitor armean Haceatur Abovian a cucerit pentru prima dată în istorie vârful muntelui Ararat în 1829, a scris că ”printre armenii de pretutindeni marea se bucură de o faimă considerabilă pentru sanctitatea sa, datorită multor clădiri religioase vechi, acum parțial abandonate, așezate pe malurile sale; iar pentru ceilalți băștinași este importantă datorită abundenței de pești, păstrăvul fiind deosebit de prețuit, care apoi sunt uscați și duși la distanțe mari pentru vânzare”.

### Economică
Lacul este important pentru economia armeană, fiind principala sursă de apă pentru irigații, de electricitate ieftină, de pești, dar și cea mai importantă zonă turistică și de agrement.

## Origine
Sevan a apărut în Cuaternarul timpuriu, când în urma unor mișcări tectonice s-a format un lac de zece ori mai mare decât suprafața actuală a acestuia. Lacul în forma sa actuală s-a conturat cu 25.000-30.000 de ani în urmă.

## Factorul antropic

### Exploatare și diminuare

#### Premise
În sec. XIX s-a constatat că Sevan poate fi o resursă majoră de apă. Amplasarea sa la înălțime mare în comparație cu fertila câmpie Ararat și sursele limitate de energie i-au stimulat pe ingineri să caute metode de a folosi apa lacului. Inginerul armean Sukias Manasserian a propus în cartea sa din 1910 utilizarea apei pentru irigație și producerea de energie hidroelectrică. Planul său prevedea drenarea parțială a lacului, așa încât acesta urma să piardă 50 m din adâncimea sa. Marele Sevan ar fi dispărut complet, iar Micul Sevan urma să aibă o suprafață de 240 km².

#### Implementare
Proiectul lui Manasserian a fost adoptat de autoritățile sovietice în anii 1930, când țara a cunoscut o industrializare rapidă sub Iosif Stalin. Lucrările au început în 1933. Albia râului Hrazdan a fost adâncită, iar la adâncimea de 40 m a început săparea unui tunel. Acesta a fost terminat în 1949 și de atunci nivelul apei în lac a scăzut cu mai mult de un metru pe an. Apa evacuată a fost folosită pentru irigații și la Cascada Seva-Hrazdan (șase centrale hidroelectrice) pe râul Hrazdan.

#### Consecințe
În a doua jumătate a sec. XX starea ecologică a lacului Sevan a degradat considerabil din cauza nivelului redus al apei, eutrofizării crescânde și a impactului negativ al activității umane asupra diversității biologice. Potrivit lui Babaian et al. nivelul apei a scăzut cu 19,88 m până în anul 2002, în timp ce volumul s-a micșorat cu 43,8% (de la 58,5 km3 la 32,9 km³). Aceste transformări au dus la deteriorarea calității apei și mai multe habitate naturale au fost astfel distruse. Vardanian a susținut că în urma exploatării economice a lacului și coborârii nivelului apei s-a schimbat și regimul hidrochimic; turbiditatea a crescut. Circulația internă a componentelor apei și a substanțelor biologice a fost de asemenea denaturată.

### Restabilire
Potrivit lui Babaian et al. ”până în anii 1950 a devenit clar că efectele economice și ecologice ale exploatării extensive a apei din lacul Sevan erau indezirabile și că lucrurile nu mai puteau continua în aceeași direcție”.

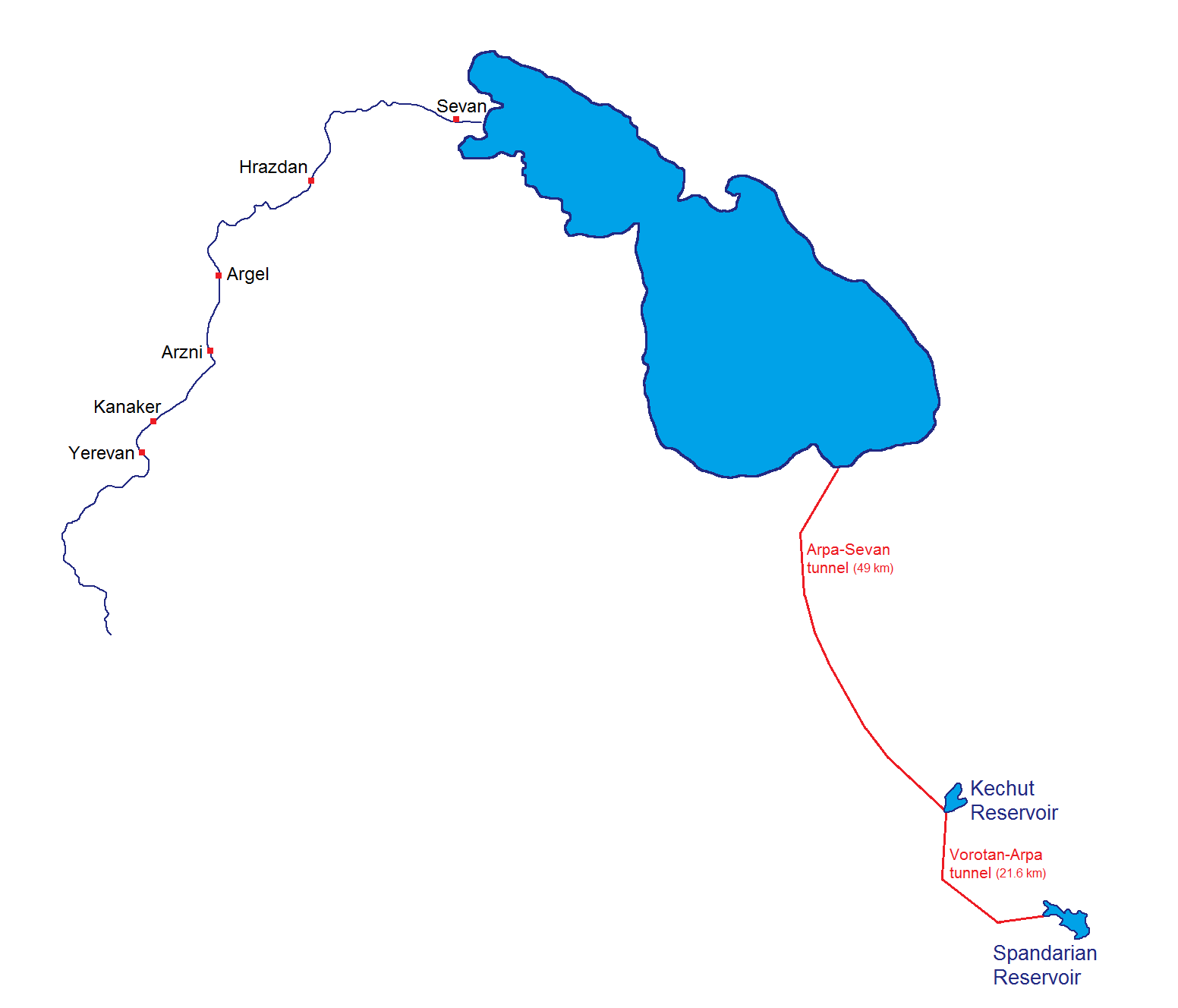
Map showing the two tunnel bringing water to the lake and the Hrazdan River and the six hydroelectric power stations built on it.

#### Tunelul Arpa-Sevan
În 1964 s-a dat startul unui proiect prin care râul Arpa (dintr-un rezervor în apropiere de Keciut) este deviat cu ajutorul unui tunel de 49 km spre lacul din preajma localității Arțvanist. Tunelul, denumit Arpa-Sevan, a fost terminat în 1981. El transportă în jur de 200 milioane m³ de apă spre Sevan în fiecare an.

#### Tunelul Vorotan-Arpa
La 20 aprilie 1981 Consiliul de Miniștri al URSS a luat decizia de a construi un tunel adițional, Vorotan-Arpa, deoarece nivelul apei nu creștea îndeajuns de rapid și de mult. Acest tunel de 21,6 km lungime se începe de la rezervorul Spandarian, pe râul Vorotan, puțin mai la sud de Keciut. Construcția tunelului a cunoscut un hiatus de lungă durată din cauza Conflictului din Nagorno-Karabah și a cutremurului din 1988 (din nord-vestul Armeniei). Tunelul a fost inaugurat la 26 aprilie 2004. Acesta aduce lacului un plus de 165 milioane m³ de apă anual.

#### Creșterea nivelului apei
După construcția celor două tuneluri nivelul apei a crescut semnificativ. În 2007 s-a raportat că acesta s-a ridicat cu 2,44 m în cei șase ani precedenți. El a ajuns la 1900,04 m deasupra nivelului mării în octombrie 2010. Comisia guvernamentală pentru Sevan a estimat că nivelul va atinge 1903,5 m până în anul 2029.

## Demografie

Provincia Gegharkunik din Armenia, în roșu

Provincia Gegharkunik, care corespunde în mare parte cu bazinul lacului, a avut o populație de 211.828 locuitori conform recensământului din 2011. Cele mai mari localități din provincie sunt: Gavar (20,765), Sevan (19,229), Martuni (12,894), Vardenis (12,685), Vardenik (9,880), Yeranos (6,119), Ceambarak (5,660), Lceașen (5,054), Țovagyugh (4,189).

## Turism

### Plaje
Singurele plaje din Armenia se află pe malul lacului Sevan. Ele reprezintă o destinație populară pentru armeni, oferind o experiență unică într-o țară fără ieșire la mare. Plajele din preajma hotelurilor sunt de obicei privatizate.
Cea mai populară plajă este o fâșie de 2,5 km pe litoralul nordic, care se extinde dinspre peninsulă spre nord-vest. Printre stațiunile turistice de acolo se numără Harsnaqar Hotel, Best Western Bohemian Resort și alte complexe mai mici, iar activițile cele mai populare includ: înotul, băile de soare, jet schi-ul, windsurfing-ul și navigația pe lac. Zona mai dispune și de terenuri de campare și picnic în timpul zilei. O altă regiune cu plaje, mai puțin dezvoltată, se întinde pe țărmul estic, de la Țovagyugh până la Șorja. Hotelul Avan Marak Tsapatagh este o stațiune de lux pe malul sud-estic al lacului, mai puțin dezvoltat, lângă Țapatagh.
Guvernul Armeniei a promis că ”va reduce exploatarea economică a restului lacului Sevan” în urma căreia majoritatea cetățenilor nu și-ar fi permis (din punct de vedere financiar) să se odihnească la alte plaje în timpul verii. În 2011 statul a deschis plaje publice în zona de odihnă a Parcului Național Sevan. Primele două plaje publice au fost inaugurate în iulie. În jur de 100.000 de oameni s-au odihnit acolo pe parcursul anului 2011. Plajele dispun de locuri gratuite de parcare, terenuri de sport și de joacă pentru copii, WC-uri, puncte medicale, serviciu salvamar și șezlonguri. În 2014 numărul plajelor publice a ajuns la 11, iar numărul de vizitatori în anul respectiv s-a ridicat la 200.000.

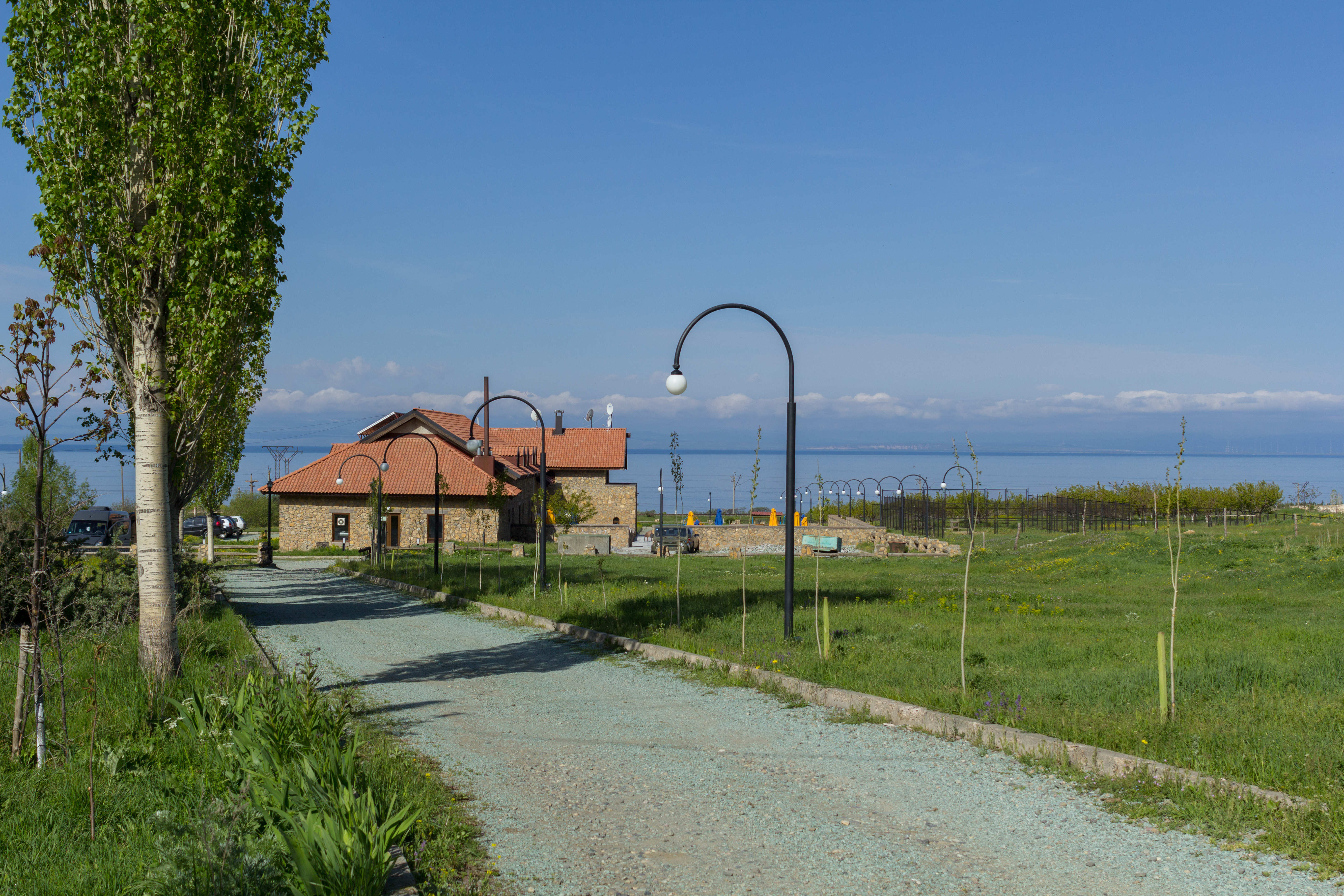
Hotelul Tufenkian Avan Marak Țapatagh (Țapatagh)
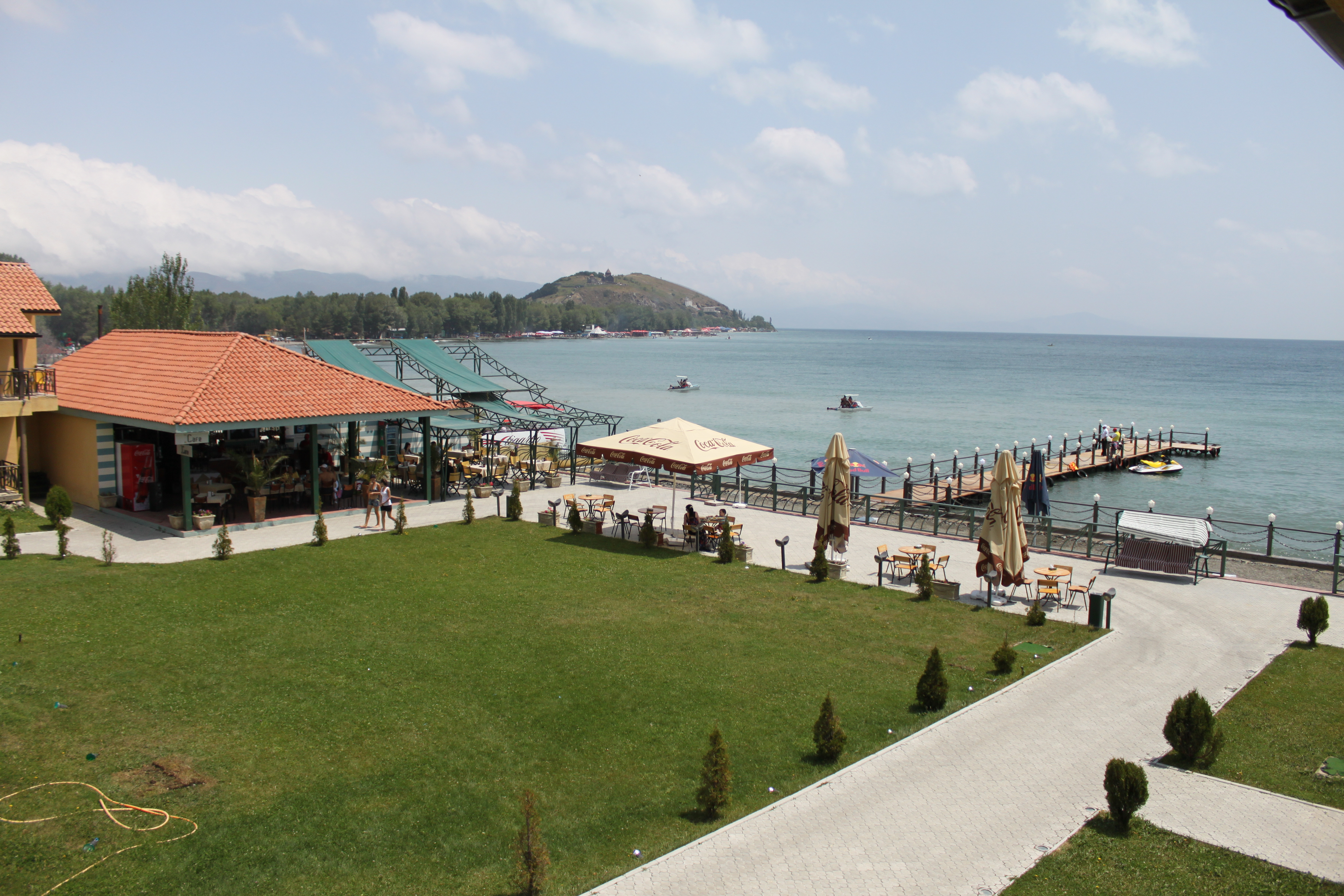
Best Western Bohemian Resort
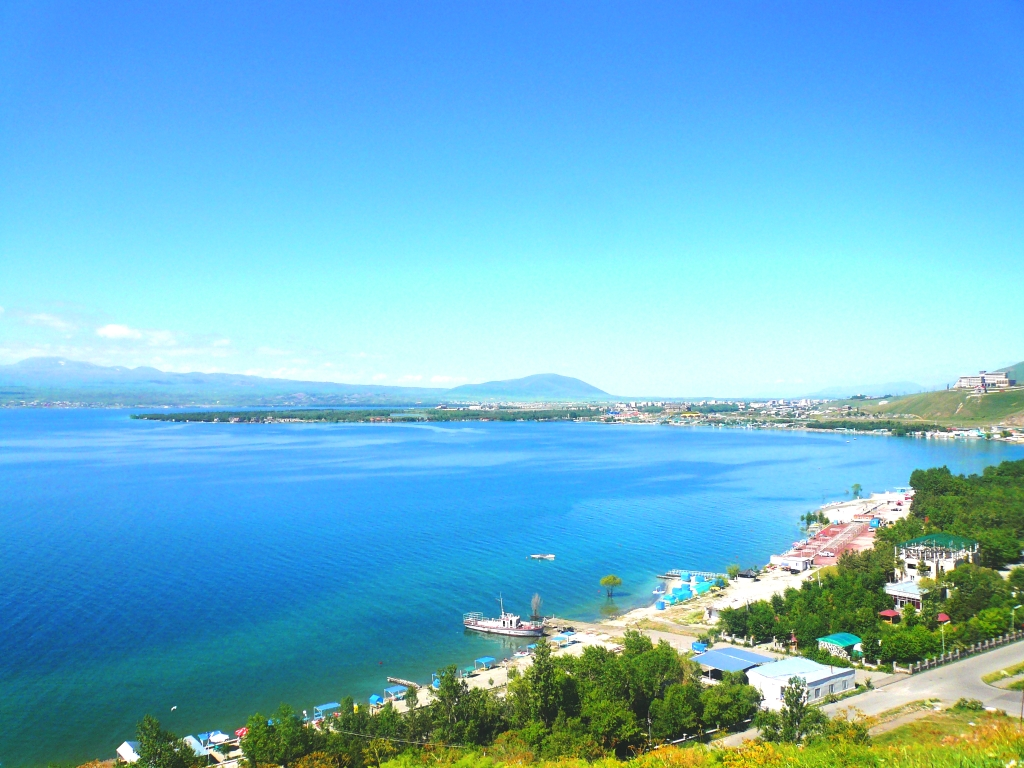
Plaja din orășelul Sevan
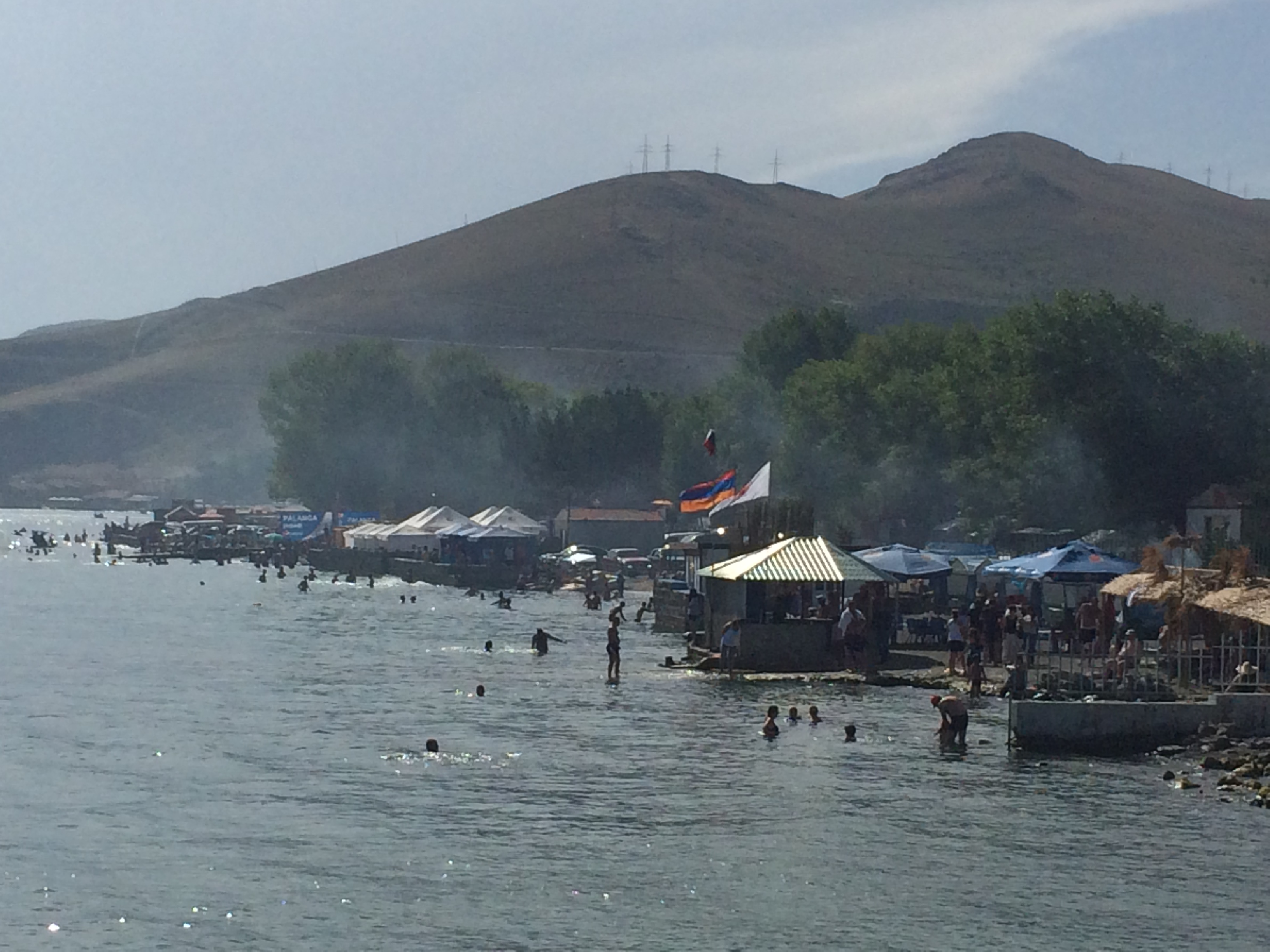
Plaja nordică
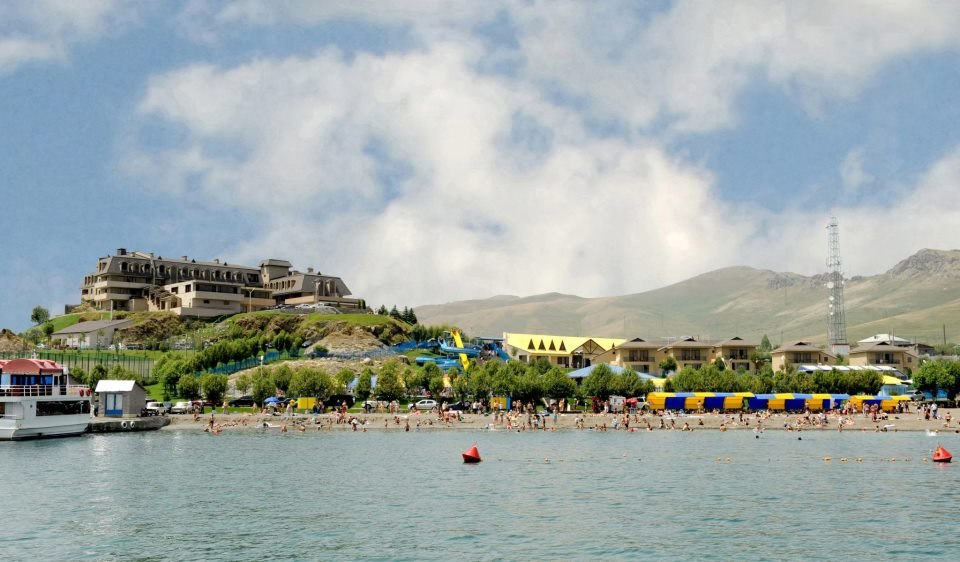
Complexul hotelier Harsnaqar

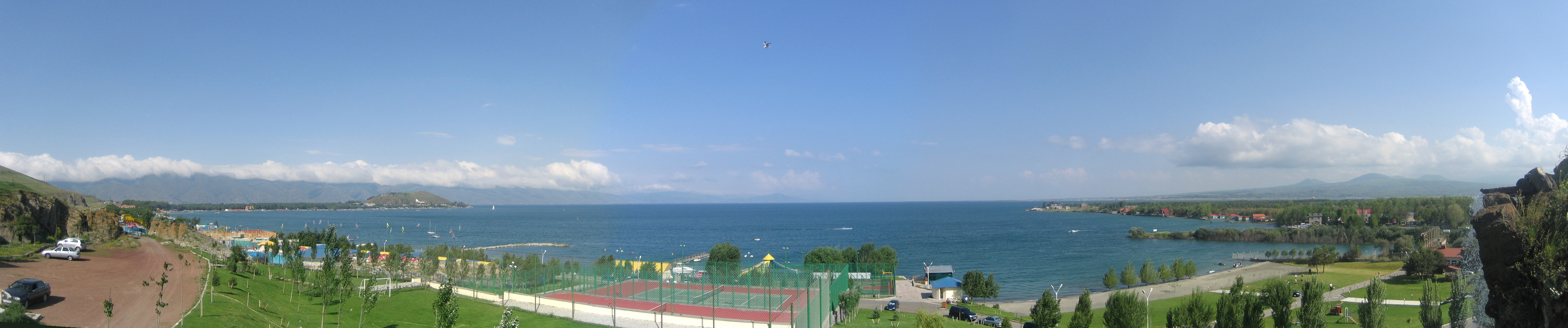

### Atracții turistice
Cel mai renumit monument cultural este mănăstirea Sevanavank situată pe peninsula care până la mijlocul sec. XX era o insulă. Pe malul vestic se află o altă mănăstire remarcabilă, Hairavank, iar mai la sud, în satul Noratus, un câmp de hacikar-uri care conține circa 900 de astfel de monumente funerare în diferite stiluri. Alte hacikar-uri se găsesc țărmul sudic, la Nerkin Ghetașen.

#### Insula

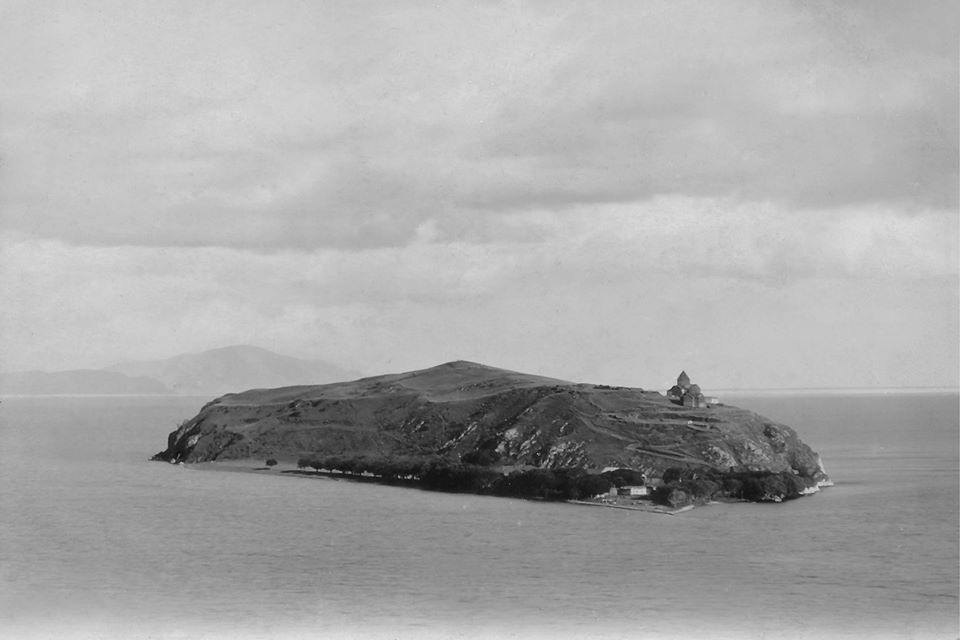
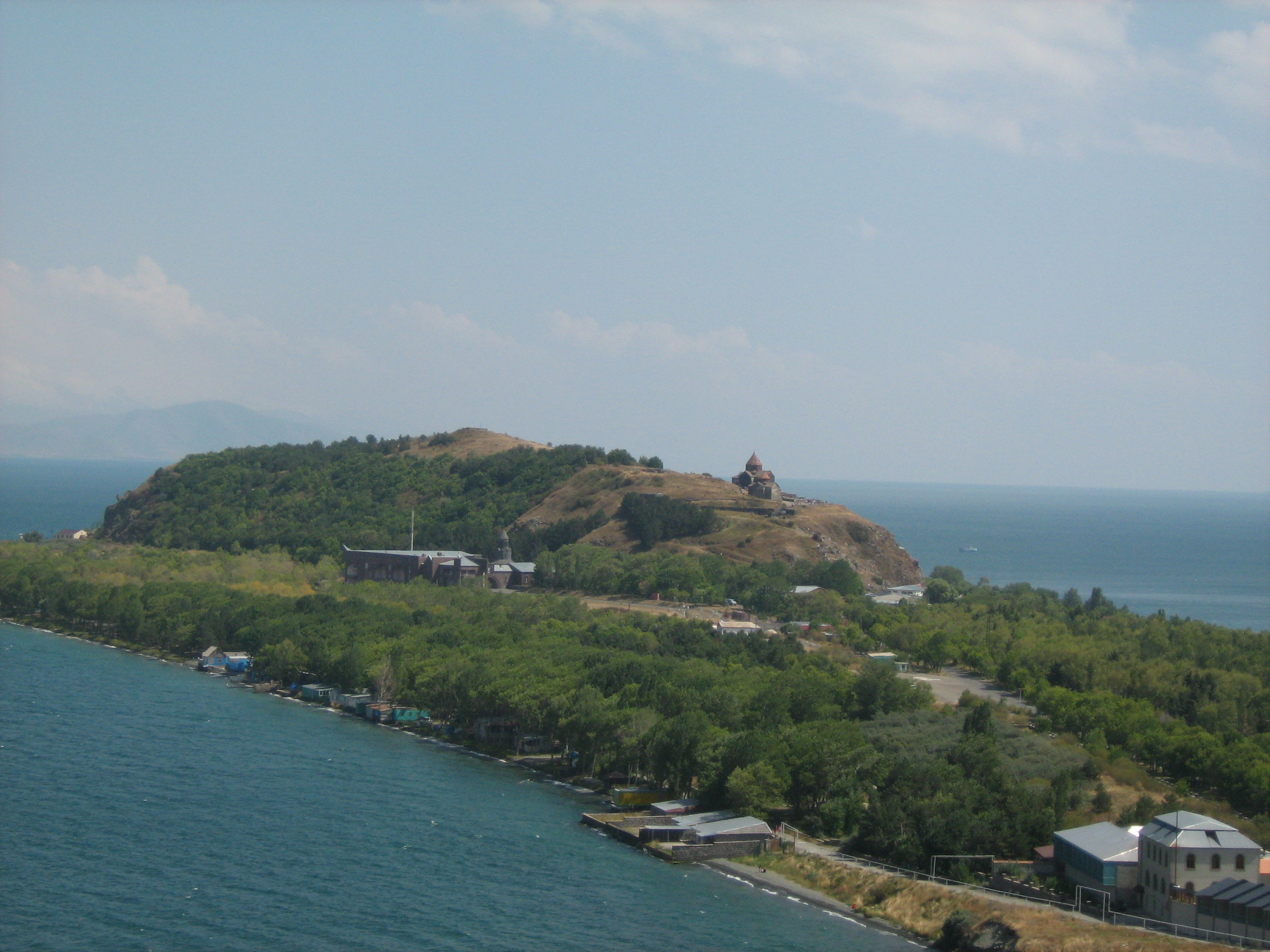
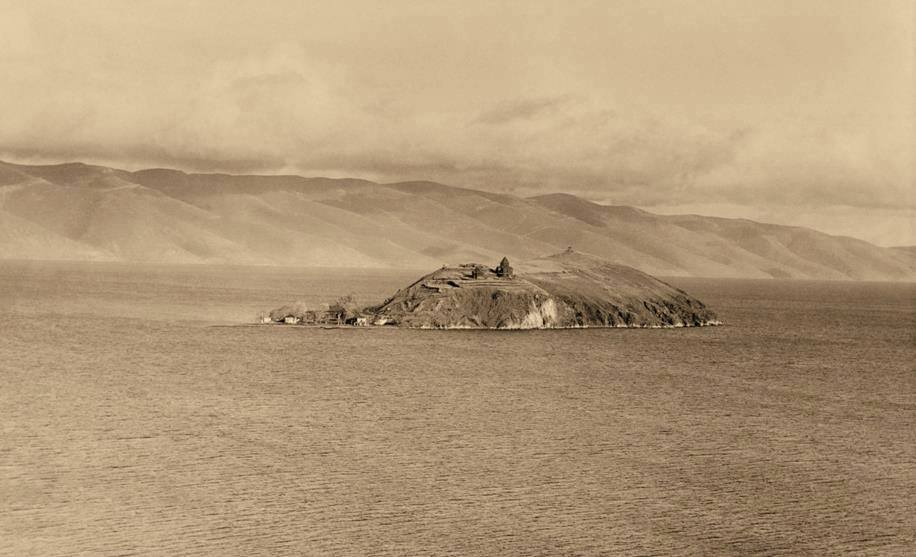
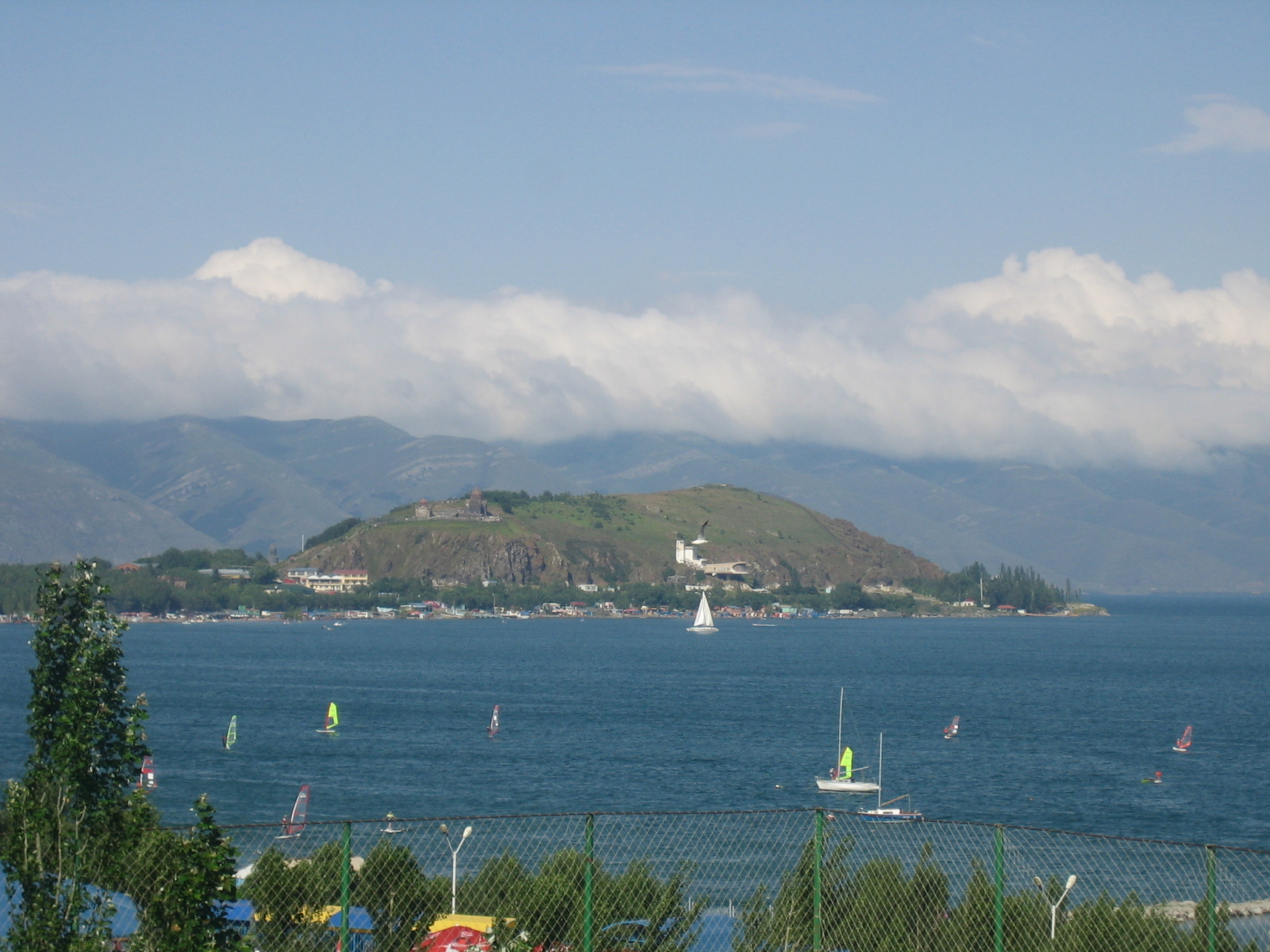

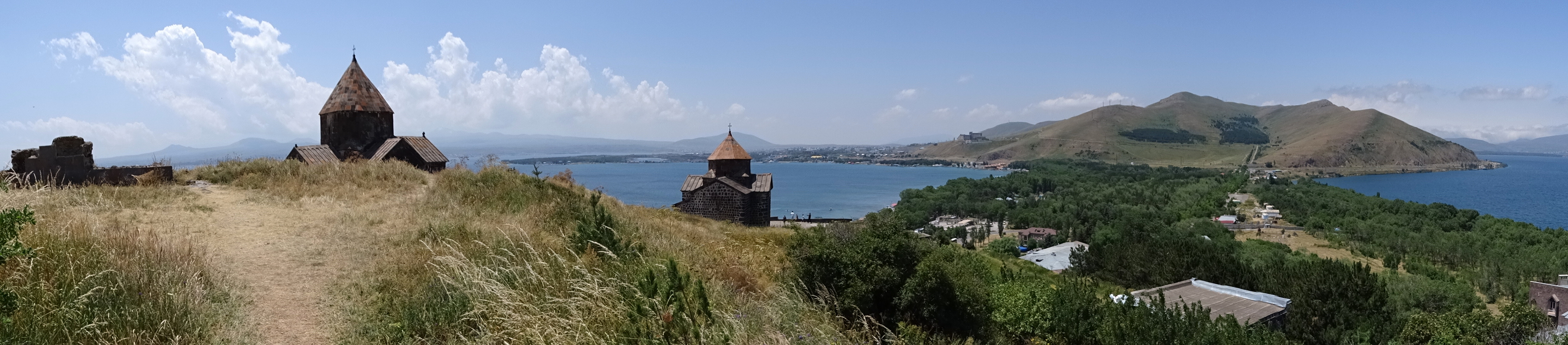

## Fauna

### Pești
Păstrăvul de Sevan (Salmo ischchan) este o specie endemică lacului, dar este amenințată din cauza unor specii rivale introduse ulterior, inclusiv Coregonus lavaretus din lacul Ladoga, carasul auriu (Carrasius auratus) și racul de râu (Astacus leptodactylus). Chiar dacă păstrăvul de Sevan este amenințat cu dispariția în propriul său lac, se pare că va supraviețui în lacul Issîk-Kul (Kârgâzstan), unde a fost introdus în anii 1970.
Din cauza impactului uman s-au petrecut schimbări în toate componentele biologice ale lacului, inclusiv bacteriile, bentosul și desigur peștii. Masa bentică a crescut de zece ori în anii 1940 din cauza oligochetelor și chironomidelor. Primele prevalează în prezent, ceea ce duce la multiplicarea reziduurilor bogate în oxigen de pe fundul lacului.
Variațiile bojak și bakhtak de iarnă ale păstrăvului de Sevan au dispărut deja, bakhtak de vară apare foarte rar, iar gegharkuni este în continuare capabilă să se reproducă natural. În anii 1980 numărul peștilor din specia Capoeta capoeta sevangi a scăzut semnificativ.
Au fost depistate mai multe cauze ale dispariției acestor pești:
- Nivelul apei a scăzut și albiile râurilor au fost schimbate. Astfel, păstrăvul (tipurile gegharkuni și aestivalis) și-a pierdut locurile naturale de reproducere. Schimbările din preajma malurilor (răspândirea mușchilor, dispariția plantelor macrofite) au avut de asemenea un impact negativ asupra reproducerii acestuia. Păstrăvul își depune icrele în anumite zone cu apă subterană bogată în oxigen la adâncimea de 25-30 m.
- Dezoxidarea fundului lacului are un efect negativ asupra salmonidelor, care sunt obișnuite cu cantități mai mari de 4 mg/l de O2.
- Braconajul s-a intensificat în ultimii 10 ani, ceea ce a redus semnificativ numărul peștilor în lac.

### Alte specii
Lacul este un loc important de reproducere pentru pescărușul armean (Larus armenicus) care este prezent acolo în număr de 4.000-5.000 de perechi. Alte păsări care vizitează lacul Sevan sunt lebăda de tundră (Cygnus columbianus), Anser erythropus, rața cu ciuf (Netta rufina), rața roșie (Aythya nyroca) și Larus ichthyaetus. Numărul muflonilor se află în declin din cauza braconajului și pierderii habitatului. Un alt vizitator al lacului, leopardul armean (Panthera pardus tullianus), este și el pe cale de dispariție.